# Palm-Tree-Moschee
Die Palm-Tree-Moschee, arabisch مسجد شجرة النخيل, englisch Palm Tree Mosque, oder auch Kirche von Jan van Bougies, befindet sich in einem ehemaligen Wohnhaus und gilt als zweitälteste Moschee Südafrikas. Der Grundstein des Wohnhauses wurde in der niederländischen Kapkolonie 1788 gelegt, noch vor der durch die Briten gewährten Religionsfreiheit und sechs Jahre vor der älteren Auwal-Moschee. Es ist damit das älteste Gebäude in der Long Street. Seit 1807 dient das Gebäude als Moschee.
Die maßgeblich von Imam Tuan Guru mitbegründete islamische Gemeinde Kapstadts spaltete sich nach dessen Tod 1807 im Streit um dessen Nachfolge.
Die Freigelassenen Frans von Bengalen und Jan van Bougies unterlagen in der Wahl des neuen Imams und erwarben daraufhin das Grundstück in der Long Street. Erster wurde der Imam der neugegründeten Moschee, die nach letzterem benannt wurde, nachdem er Alleinbesitzer geworden war.
Der Name der Moschee geht auf die Zeit als Wohnhaus zurück, als sich vor dem damals noch einstöckigen Gebäude ein Palmenhain befand. Dieser verschwand im Verlaufe des Umbaus zur Moschee zwischen 1811 und 1821. Nur noch eine einzelne Palme erinnert daran.